# Shin Tanada
Shin Tanada (棚田 伸?, Tanada Shin; Prefettura di Hiroshima, 25 luglio 1969) è un ex calciatore giapponese, di ruolo centrocampista.